# Aureliana darcyi
Aureliana darcyi är en potatisväxtart som beskrevs av L.d'a.F. de Carvalho och M.G. Bovini. Aureliana darcyi ingår i släktet Aureliana och familjen potatisväxter. Inga underarter finns listade i Catalogue of Life.